# Mohammad Hashem Pesaran
Mohammad Hashem Pesaran (* 30. März 1946 in Schiras, Iran) ist ein iranischer Ökonom, Hochschullehrer für Volkswirtschaftslehre an der University of Southern California und Emeritus der Cambridge University. Pesaran gehört zu den forschungsstärksten Ökonomen weltweit und hat wesentliche Forschungsbeiträge auf den Gebieten der Makroökonomie, der Ökonometrie und der ökonometrischen Zeitreihenanalyse geleistet. Zudem ist er einer der Gründungsväter des Journal of Applied Econometrics.

## Ausbildung
Pesaran erwarb 1968 einen B.Sc. in Volkswirtschaftslehre mit Statistik als Beifach von der University of Salford und besuchte hiernach die Cambridge University, die ihm 1972 einen Ph.D. in Volkswirtschaftslehre und 2003 einen Master of Arts verlieh. Während seines Studiums an der Cambridge University verbrachte Pesaran 1970/1971 ein Auslandsjahr an der Harvard University.

## Beruflicher Werdegang
Nach seiner Promotion kehrte Pesaran in den Iran zurück, wo er zunächst als Assistent des Vize-Gouverneurs der iranischen Zentralbank (1973–1974) und dann als Leiter der wirtschaftswissenschaftlichen Forschungsabteilung des Zentralbank (1974–1976) arbeitete, bevor er Untersekretär im iranischen Bildungsministerium wurde (1977–1978). 1979 kam Pesaran nach Großbritannien an die Cambridge University zurück, wo er erst als Teaching Fellow (1979–1988), Studiendirektor für Volkswirtschaftslehre am Trinity College und Lecturer (1979–1985) tätig war, ehe er 1985 zum Lektor und 1988 zum Professur für Volkswirtschaftslehre und Professional Fellow am Trinity College befördert wurde. Im Laufe seiner Karriere an der Cambridge University war er dort Direktor des Centre for International Macroeconomics and Finance (CIMF) (2005–2008). 2012 emeritierte Pesaran an der Cambridge University und wurde zu einem Fellow des Trinity College. Parallel zu seiner Lehrtätigkeit an der Cambridge University war Pesaran zeitweilig Professor für Volkswirtschaftslehre und Direktor des Programms für angewandte Ökonometrie an der University of California, Los Angeles, Vize-Präsident der Tudor Investment Corporation (2000–2002) sowie Direktor des Institute for Economic Policy Research (2004–2006), Professor, Inhaber der John Elliott-Professur für Volkswirtschaftslehre (seit 2005) und Direktor des Dornsife Centre for Applied Financial Economics an der University of Southern California (USC) (seit 2012). 1998 wurde er zum Mitglied der British Academy gewählt.
Daneben arbeitet Pesaran als Redakteur des Iranian Journal of Economic Studies (seit 2010), der International Review of Economics & Finance (seit 2010) sowie der Review of Middle East Economics and Finance (seit 2007), war früher redaktionell für das Journal of Economic Dynamics and Control (1995–2011), Econometrica (1984–1985), Econometric Theory (1984–1987) sowie das Cambridge Journal of Economics (1981–1989) tätig und hat 1986 das Journal of Applied Econometrics mitbegründet.
Seit 2013 zählt ihn Thomson Reuters aufgrund der Zahl seiner Zitationen zu den Favoriten auf einen Nobelpreis (Thomson Reuters Citation Laureates).

## Forschung
Gemäß der wirtschaftswissenschaftlichen Publikationsdatenbank IDEAS gehört Pesaran im Gesamtranking zu dem besten Prozent der forschungsstärksten Ökonomen (Rang 30). Auch unter Kriterien wie "Anzahl an Zitaten" oder "Anzahl an Arbeiten" gehört Pesaran deutlich zu den besten 5 % der in der Datenbank erfassten Ökonomen. Der meistzitierte Artikel Pesarans trägt den Titel "Testing for unit roots in heterogeneous panels" (2003) und wurde zusammen mit Kyung So Im und Yongcheol Shin verfasst. In diesem Artikel entwickeln Im, Pesaran und Shin Einheitswurzeltests für dynamische heterogene Panels auf der Grundlage des Durchschnitts individueller Einheitswurzelstatistiken.
Allgemein zählen die ökonometrische Analyse heterogener Panels mit unbeobachteten gemeinsamen Effekten, Panel-Einheitswurzeltests, das Testen und Modellieren schwacher und starker Querschnittsabhängigkeit (cross-sectional dependence, insbesondere Pesarans CD-Test), die Analyse von Panelvektoriellen autoregressiven Modellen (PVAR-Modelle), langfristige strukturelle makroökonomische Modellierung, globale vektorautoregressive Modellierung, ökonomische und finanzwissenschaftliche Prognostik bei Strukturbrüchen, Finanzökonometrie (insbesondere Kreditrisikoanalyse und Portfoliooptimierung), das Testen von Kapitalgutpreismodellen, die ökonometrische Analyse ungetesteter Modelle und die empirische Beobachtung von Wirtschaftswachstum.

## Quelle
- Curriculum Vitae M. Hashem Pesarans auf der Website der LSE (Englisch)